# Electric Universe
Electric Universe è un album degli Earth, Wind & Fire del 1983.

## Tracce
1. Magnetic
2. Touch
3. Moonwalk
4. Could It Be Right
5. Spirit of a New World
6. Sweet Sassy Lady
7. We're Living In Our Own Time
8. Electric Nation